# 도에이
도에이 주식회사(일본어: 東映株式会社, 영어: Toei Company, Ltd.)은 일본의 미디어 관련 기업이다.

## 주요 특촬물 작품
- 가면라이더 시리즈
- 슈퍼전대 시리즈
- 기묘한 이야기
- 파트너 시리즈
- 미소녀전사 세일러문
- 경시청 수사1과 9계
- 메이드 형사

## 같이 보기
- 도호
- 다이에이 (기업)
- 가도카와 쇼텐
- 닛카쓰
- 쇼치쿠
- 가이낙스
- 프로덕션 I.G
- 스튜디오 지브리
- TV 도쿄
- TV 아사히
- 닛폰 TV
- 도쿄 방송
- TOKYO MX
- NHK
- 톱크래프트
- 도에이 애니메이션
- 토에이 불가사의 코미디 시리즈